# Gologanu
Gologanu é uma comuna romena localizada no distrito de Vrancea, na região de Moldávia. A comuna possui uma área de 39.81 km² e sua população era de 3373 habitantes segundo o censo de 2007.